# Синдром Экарди
Синдро́м Экарди́  — редкий генетический порок развития, характеризующийся частичным или полным отсутствием одной из основных структур мозга — мозолистого тела, нарушением структуры сетчатки и инфантильными спазмами. Предположительно, синдром Экарди вызывается дефектом в Х-хромосоме, так как до сих пор наблюдался лишь у мальчиков с синдромом Клайнфельтера. Симптомы обычно возникают у детей в возрасте до 5 месяцев.
Это заболевание было впервые выделено в качестве отдельного синдрома в 1965 году Жаном Экарди, французским невропатологом.
Почти все описанные случаи синдрома Экарди были обнаружены у женщин. У нескольких мужчин с подтвержденным синдромом Экарди, была выявлена мутация XXY по 47-й хромосоме, называемая синдромом Клайнфельтера. Для мужчин, имеющих только одну X-хромосому, синдром Экарди летален.

## Признаки и симптомы
У детей чаще всего выявляют синдром Экарди в возрасте до пяти месяцев. Значительное число девочек появляются в результате нормальных родов и, по-видимому, нормально развиваются примерно до трехмесячного возраста, когда у них начинаются детские спазмы. Начало инфантильных спазмов в этом возрасте связано с закрытием окончательных нейронных синапсов в головном мозге-стадии нормального развития мозга. Сообщалось о ряде опухолей, связанных с синдромом Экарди: папиллома сосудистого сплетения (наиболее распространенная), медуллобластома, гиперпластические полипы желудка, ректальные полипы, доброкачественная тератома мягкого неба, гепатобластома, эмбрионально-клеточный рак парафаринги, ангиосаркома конечностей и липома скальпа.

## Диагностика
Синдром Экарди обычно характеризуется следующей триадой признаков — однако отсутствие одного из «классических» признаков не исключает диагноза синдрома Экарди, если присутствуют другие подтверждающие признаки.
1. Частичное или полное отсутствие мозолистого тела в мозге (агенезия мозолистого тела);
2. Аномалии глаз, известные как «лакуны» сетчатки, которые вполне специфичны для этого расстройства; колобома зрительного нерва; и
3. Развитие в младенчестве судорог, которые называются инфантильными спазмами.